# Komarnica Ludbreška
Komarnica Ludbreška is een plaats in de gemeente Sveti Đurđ in de Kroatische provincie Varaždin. De plaats telt 178 inwoners (2001).